# سهراب

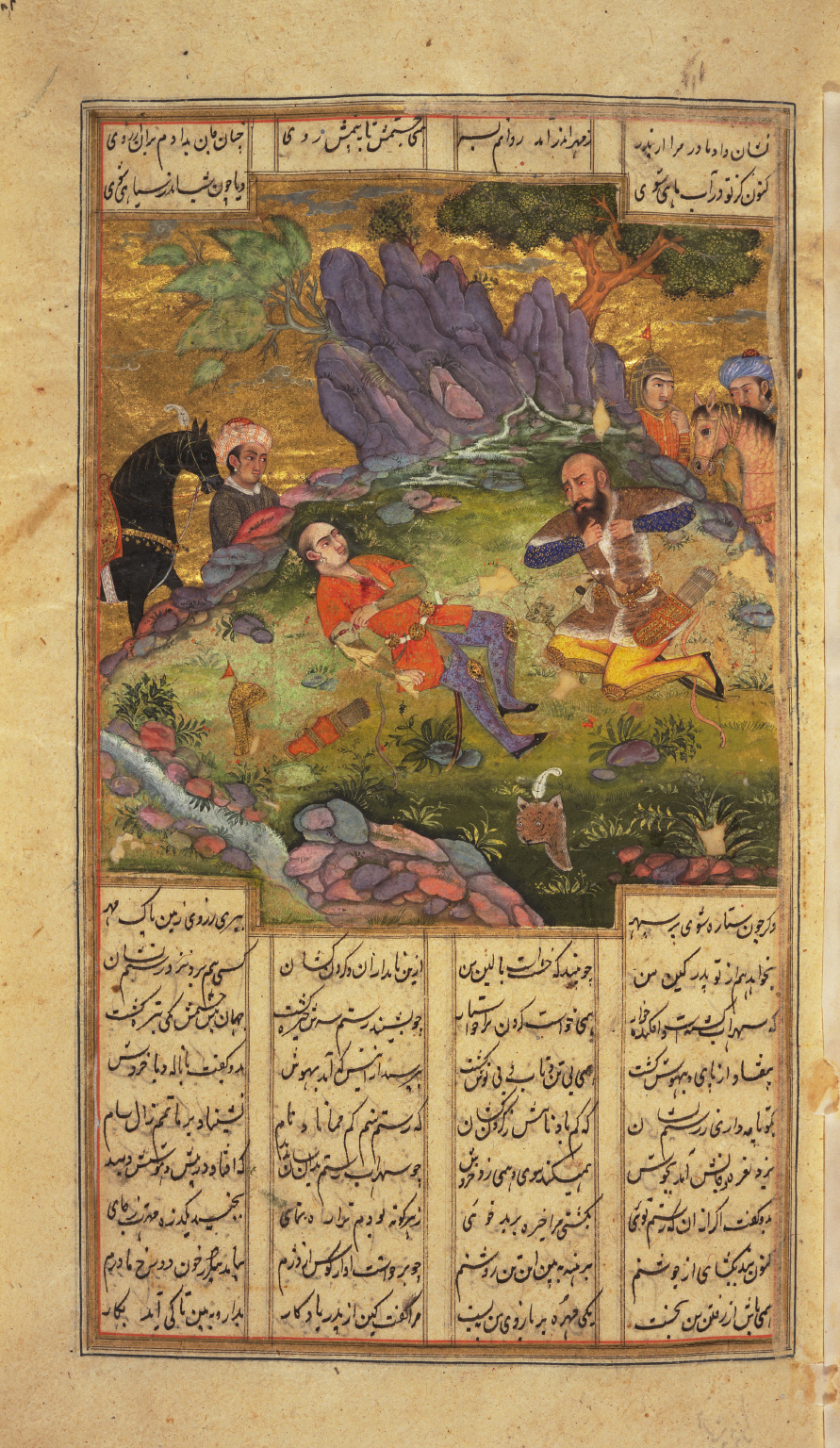
إحدى المنمنمات الفارسية: و لما لحقه الخبر بموت سهراب فخر من الفرس، و حثا التراب على رأسه، و جعل يبكى عليه و يندب و يقول: من الذي أصيب بمثل ما به أصبت، و من الذي فجمع بمثل ما به فجعت؟ قتلت ولدى حين شاب رأسى و انقضى عمرى. - الشاهنامه 18:44:10

سهراب (بالفارسية:سهراب پسر رستم), أحد شخصيات الشاهنامة الأسطورية في قصة رستم وسهراب. هو ابن رستم وتهمينة (ابنة ملك سمنغان). قتله أبوه في الحرب ولم يعرفه إلا لحظة احتضاره. تقول الشاهنامة
أن سهراب ولد في سمنگان في أفغانستان. في حين أن والده كان في إيران. تقول الميثولوجيا أن سهراب عندما كان في عمر شهر واحد كان يبدو كما لو أنه في الثانية عشر من عمره.

## مقتله
عندما كان سهراب في أفغانستان أصبح بطل سمنغان فاختير للذهاب لإيران لينصب والده ملكاً على إيران وقد ساعده وزوده بالسلاح الملك افراسياب الطوراني. في نهاية القصة سهراب يقتل على يد والده الذي لم يكن يعلم بأن المحارب الذي يواجهه كان ابنه إلا لحظة احتضاره.